# Barraques de Cabra del Camp
Les Barraques de Cabra del Camp són un conjunt de barraques de pedra seca del municipi de Cabra del Camp (Alt Camp). Cadascuna forma part de manera individualitzada en l'Inventari del Patrimoni Arquitectònic de Catalunya.

## Barraca I
La Barraca I, situada a la Zona del Mas de la Fam, és una obra que forma part de l'Inventari del Patrimoni Arquitectònic de Catalunya. Es tracta d'una barraca composta, ambdós cossos són de plantes circulars o bé ovalades, aixecades al damunt d'un rocallís i orientada al SE. Comprèn també un petit clos o recer de 2'20m x 3'90m. Aprofitant el mateix rocallís, veurem al seu davant un petit cossiol. Envolta la barraca un mur força desfet en la seva part posterior. A l'interior del cos principal hi veurem una falsa cúpula tapada amb una llosa; alçada màxima 2'90m. També consta d'una menjadora i una fornícula. A la recambra veurem una aproximació de filades que tanca amb un graonat ascendent i descendent de lloses; alçada màxima 2'32m. El diàmetre de la cambra principal és 3'490m.

## Barraca IX
La Barraca IX, situada al Camí del Mas de la Fam, és una obra del municipi de Cabra del Camp (Alt Camp) inclosa en l'Inventari del Patrimoni Arquitectònic de Catalunya. És una barraca de planta rectangular, amb dos còssos de dues mdies diferents i situats a nivells, orientada al Sud. Cornisa horitzontal rematada amb una filera de pedres al rastell. Coberta amb pedruscall. A l'esquerra del portal hi veurem un paravents formant un clos, i a la dreta un muret. A la part posterior un cossiol. La llargada total de la construcció, observarem dos trams de pujadors per accedir a la coberta, un a cada extrem. La barraca està molt ben tancada, no és doncs possible veure'n les seves característiques interiors. Al davant de la barraca hi ha una era.

## Barraca X
La Barraca X, situada al Camí del Mas de la Fam,. Cabra del Camp (Alt Camp), és una obra del municipi de Cabra del Camp (Alt Camp) inclosa en l'Inventari del Patrimoni Arquitectònic de Catalunya. És una gran barraca de planta rectangular, dues estances i orientació SSE. Cornisa horitzontal rematada amb pedres col·locades al rastell, la coberta és de pedruscall. El portal és rematat amb un arc dovellat. Les dues cúpules interior són de falsa cúpula, amb una alçada màxima de 3'50m. La primera estança, de planta rectangular amida: fondària 3'70m, amplada 3'66m. hi veurem també: una menjadora, una fornícula i un cocó. La segona estança, també rectangular, amida: fondària 3'40m. amplada 3'15m. hi veurem també una menjadora. És una barraca associada al marge per la part posterior.

## Barraca XI
La Barraca XI, situada al Camí del Mas de la Fam, és una obra del municipi de Cabra del Camp (Alt Camp) inclosa en l'Inventari del Patrimoni Arquitectònic de Catalunya. És una barraca de planta rectangular, associada al marge i orientada al Sud. Cornisa horitzontal, coronada amb una filera de pedres al rastell. Coberta de pedruscall. Portal capçat amb un arc dovellat de mig punt. Dos pilons de pedres a banda i banda del portal, formen un cuert passadís a l'entrada. A l'interior hiveurem una falsa cúpula tancada amb una llosa. Les parets interiors són rejuntades amb fang i no hi ha cap element funcional. La seva planta interior és també rectangular, i amida: fondària 1'80m. amplada 2'70m.

## Barraca XII
La Barraca XII, situada al Camí del Mas de la Fam, és una obra del municipi de Cabra del Camp (Alt Camp) inclosa en l'Inventari del Patrimoni Arquitectònic de Catalunya. És una barraca de planta rectangular, exempta i orientada al Sud. Cornises horitzontals acabades amb una filera de pedres al rastell. Coberta de pedruscall i portal dovellat amb un arc de mig punt. En el lateral dret hi podrem veure un graonat per accedir a la coberta. A l'interior hi veurem una falsa cúpula tapada amb una llosa a una alçada màxima de 2'80m. La seva planta interior és absolutament quadrada, i amida 3'10m. tant de fondària com d'amplada.

## Barraca XIII
La Barraca XIII, situada al Camí del Mas de la Fam, és una obra del municipi de Cabra del Camp (Alt Camp) inclosa en l'Inventari del Patrimoni Arquitectònic de Catalunya. És una barraca composta de tres estances i exempta. Consta d'un vestíbul, una estança principal i el dormidor. La seva orientació és ESE. El vestíbul és cobert amb falsa cúpula, alçada màxima 2'50m aproximadament, les mides interiors són: fondària 1'70m amplada 1'60m. L'estança principal és coberta amb falsa cúpula fins a una alçada màxima de 2'90m. aproximadament. Les mides interiors són: fondària 3'30m amplada 2'35m hi veurem també una menjadora. El dormidor, és també cobert amb falsa cúpula fins a una alçada màxima de 2'24m. Les mides interiors són fondària 1'80m amplada 2'00m.

## Barraca XIV
La Barraca XIV, situada al Camí del Mas de la Fam, és una obra del municipi de Cabra del Camp (Alt Camp) inclosa en l'Inventari del Patrimoni Arquitectònic de Catalunya. És una barraca de planta rectangular associada a una seqüència d'arneres. La seva cornisa és ondada pel damunt del portal i la coberta s'ha completat amb pedruscall. La seva orientació és Sud. El portal original sembla que era rematat amb un tronc, i en podrir-se es va tapiar mig portal i es va reemplaçar el tronc. L'interior és cobert amb una falsa cúpula fins a una alçada màxima de 2'18m. La seva planta interior és rectangular i amida: fondària 2'33m amplada 2'00m.

## Barraca XV
La Barraca XV, situada al Camí del Mas de la Fam, és una obra del municipi de Cabra del Camp (Alt Camp) inclosa en l'Inventari del Patrimoni Arquitectònic de Catalunya. És una barraca de planta rectangular amb dependència annexes. Orientació Sud. La seva cornisa és horitzontal coronada amb peres al rastell. El portal és dovellat amb un arc apuntat. A la dreta hi veurem un paravents, al davant una cisterna i a l'esquerra en l'angle format per l'annex, hi veurem un pedrís. A l'interior veurem una coberta naviforme amb aproximació de filades: alçada màxima 2'90m. Les seves mides interiors són: fondària 2'36m amplada 4'40m. també hi veurem una menjadora i una fornícula. A l'esquerra del cos principal, hi ha l'annex, amb un portal d'arc primitivu. A l'interior hi veurem una falsa cúpula, amb una alçada màxima d'1,48m. És de planta rectangular i amida 1,6m de fondària i 2'7m d'amplada; hi veurem també una combinació de cocó i fornícula, cosa que fa pensar que aquest annex era el dormidor del pagès. A l'extrem posterior esquerra hi podrem descobrir un petit aixopluc esfondrat.